# إدارة بوكويرون

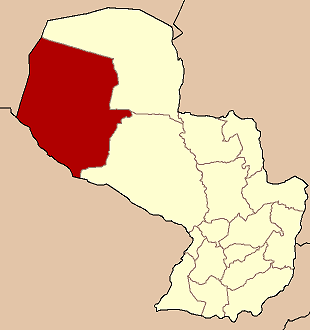

إدارة بوكويرون (بالإسبانية: Boquerón)‏ هي إدارة من إدارات باراغواي عاصمة بوكويرون هي فيلادلفيا. مناخها حار حيث أن متوسط درجة الحرارة هو 25 درجة مئوية.

## جغرافيا
تقع الإدارة في غرب باراغواي وتتاخم الحدود مع بوليفيا والأرجنتين وتبلغ 91,669 كم2 (35,394 ميل مربع). وهي تعد أكبر إدارة في البلاد من حيث المساحة .

### الموقع
تحد الإدارة
- إدارة الرئيس هايز
- إدارة ألتو باراغواي

## ديموغرافيا
يبلغ عدد السكان فيها 45,617 نسمة (احصاء 2002).